# Golf ai XVII Giochi panamericani
Il golf ai XVII Giochi panamericani si è svolto all'Angus Glen Golf Club di Markham, in Canada, dal 16 al 19 luglio 2015. A Toronto 2015 il golf è stato presente per la prima volta nella storia dei Giochi, anticipando il debutto di questo sport ai Giochi olimpici del 2016 di Rio de Janeiro. Tre gli eventi disputati: individuale maschile e femminile e torneo a squadre miste. 

## Calendario
| G1 | Giro 1 | G2 | Giro 2 | G3 | Giro 3 | G4 | Giro 4/Finale |

| Evento↓/Data →        | Gio 16 | Ven 17 | Sab 18 | Dom 19 |
| --------------------- | ------ | ------ | ------ | ------ |
| Individuale maschile  | G1     | G2     | G3     | G4     |
| Individuale femminile | G1     | G2     | G3     | G4     |
| Squadre miste         | G1     | G2     | G3     | G4     |

## Risultati
| Evento                           | Oro                                                          | Argento                                                       | Bronzo                                                                  |
| Individuale maschile (dettagli)  | Marcelo Rozo                                                 | Tommy Cocha                                                   | Felipe Aguilar                                                          |
| Individuale femminile (dettagli) | Mariajo Uribe                                                | Andrea Lee                                                    | Julieta Granada                                                         |
| Squadre miste (dettagli)         | Colombia Mateo Gomez Paola Moreno Marcelo Rozo Mariajo Uribe | Stati Uniti Kristen Gillman Beau Hossler Andrea Lee Lee McCoy | Argentina Delfina Acosta Manuela Carbajo Re Tommy Cocha Alejandro Tosti |

## Medagliere
| Posiz. | Nazione     | Oro | Argento | Bronzo | Totale |
| ------ | ----------- | --- | ------- | ------ | ------ |
| 1      | Colombia    | 3   | -       | -      | 3      |
| 2      | Stati Uniti | -   | 2       | -      | 2      |
| 3      | Argentina   | -   | 1       | 1      | 2      |
| 4      | Cile        | -   | -       | 1      | 1      |
|        | Paraguay    | -   | -       | 1      | 1      |
| TOTALE | TOTALE      | 3   | 3       | 3      | 9      |